# باشگاه فوتبال ویتبای تاون
باشگاه فوتبال ویتبای تاون (به انگلیسی: Whitby Town Football Club) یک باشگاه فوتبال در شهر ویتبای، کشور انگلستان است که در سال ۱۸۸۰ میلادی تأسیس شده‌است.